# Primavera (Pará)
Primavera é um município brasileiro do Estado do Pará. Localiza-se a uma latitude 00º 56' 25" sul e a uma longitude 47º 06' 59" oeste, estando a uma altitude média de 48 metros. Está situada na messoregião do Nordeste Paraense, microrregião Bragantina (anteriormente pertencia à microrregião do Salgado) e fica cerca de 194 km da capital do estado. Sua população segundo o censo do IBGE em 2022 era de 10.851 habitantes. Possui uma área territorial de 258,6 km², com densidade demográfica de 41,96 hab/km². O município foi instalado em 11 de fevereiro de 1962.

## História
Aproximadamente em 1888 chegaram no município os primeiros moradores, o casal Antônio Maximiano dos Santos e Georgina Trindade dos Santos. Ambos bragantinos e seu filho Inocêncio Miguel Soares. Esse sendo mais tarde o primeiro professor do município. Com o reconhecimento da terra e percebendo que a mesma era boa para o cultivo agrícola migrou também Elisiário e Bartolomeu dos Santos, irmãos do Maximiano para cultivarem a terra. Eles deram o primeiro nome de Vila dos Quadros, a vila foi elevada a categoria de povoação segundo a lei N° 982 de 22 de dezembro de 1906. Por volta de 1912 sob a inspiração o professor César Augusto Andrade Pinheiro, a então Vila dos Quadros passou a ser chamada de Primavera mantendo até hoje o nome.
A origem do município de Primavera está relacionada, de forma direta, com o município de Capanema e, de forma indireta, com o município de Bragança. Este, ao desanexar parte de sua área patrimonial, deu origem a Capanema. Por sua vez, Capanema cedeu uma fração de seu território para compor o município de Primavera. Assim, também, o município de Salinópolis participou da composição territorial de Primavera, através do Distrito de São João de Pirabas.
O marco inicial do povoamento do município de Primavera remonta ao núcleo de Quatipuru, quando este fazia parte de Bragança, na condição de Freguesia, em 1868. Em 1879, Quatipuru adquiriu autonomia administrativa e passou a ser a sede do Município homônimo, de acordo com o disposto na Lei n° 934, de 31 de julho do mesmo ano.
A transferência da capital municipal para Capanema, em 1919, ocasionou o retorno de Quatipuru à condição de Vila. Em 1938, o município de Quatipuru recebeu a denominação de Capanema, a qual perdura até hoje.
A mais recente tentativa de constituir, novamente, o município de Quatipuru, com território desmembrado de Capanema, data de 1955, segundo a Lei Estadual n° 1.127, de 11 de março, que resultara anulada, devido à inconstitucionalidade decretada, no mesmo ano, pelo Supremo Tribunal Federal. Dessa forma, Quatipuru se manteve como distrito de Capanema, em 1961, quando passou a integrar, no mesmo nível administrativo, a jurisdição municipal de Primavera. Primavera, por sua vez, fez parte de Capanema, desde o início do século, na época em que esse Município se denominava Quatipuru, como povoado.
A categoria de povoação adveio da Lei n° 982, de 22 de outubro de 1906, e a condição de distrito foi-lhe outorgada pela Lei Estadual n° 2.972, de 31 de março de 1938, assim permanecendo até 1961, ano em que adquiriu autonomia municipal.
A Lei Estadual n° 2.460, de 29 de dezembro de 1961, criou o município de Primavera, com território desmembrado de Capanema e Salinópolis. Em 1988, parte das terras de Primavera foi desmembrada para constituir o município de São João de Pirabas, de acordo com o disposto na Lei n° 5.453, de 10 de maio do mesmo ano.

Em 5 de outubro a Lei Estadual nº 5 859 recriou o Município de Quatipuru, sancionada pelo então Governador Carlos Santos, sendo suas terras desmembradas do município de Primavera.